# Harry Grey (3e comte de Stamford)
Pour les articles homonymes, voir Harry Grey (homonymie) et Grey.
Harry Grey, 3e comte de Stamford (10 juin 1685 - 16 novembre 1739), est un pair anglais. Il est un peu excentrique, affichant cela principalement dans la construction de bâtiments fantaisistes. 

## Biographie

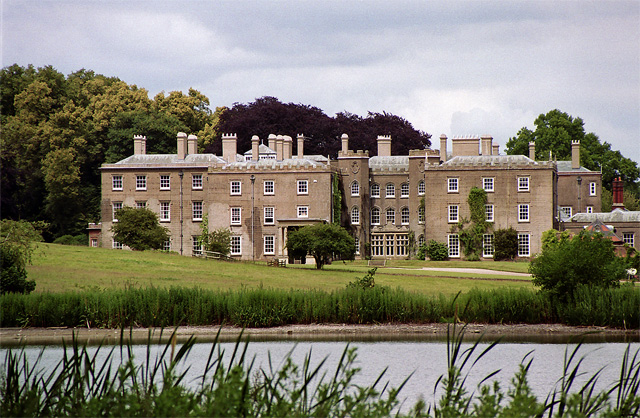
Enville Hall, Staffordshire

Harry Grey est le fils aîné de John Grey, troisième fils de Henry Grey (1er comte de Stamford). Sa mère est Catherine Ward, fille d'Edward Ward, 7e baron Dudley. Le 6 juillet 1704, il épouse Dorothy Wright, fille de Nathan Wright, et a sept enfants avec elle . 
- Harry Grey (4e comte de Stamford) (1715-1768).
- John Grey (mort en 1777).
- Dorothy Grey (décédée en 1781).
- Catherine Grey (Bradgate House, 1711 - Velsen, 1748), qui étudie à Leyde. En 1735, elle s'enfuit avec John William Trip (1716-1738) et l'épouse en mars 1736. En juillet 1736 ils ont une fille, Petronella Johanna Wilhelmina[2]. Elle se remarie en janvier 1740 avec Gillis van den Bempden (1697-1748), riche bourgmestre d'Amsterdam.
- Diana Grey (décédée le 14 janvier 1780), mariée en septembre 1736, à George Middleton de Seaton et à Fettercairn.
- Anne Grey (décédée le 20 novembre 1791), mariée en octobre 1744 à Richard Acton, 5e baronnet.
- Jane Grey (décédée en juin 1752), mariée en juin 1738 à George Drummond.

En 1709, Henry hérite du domaine situé à Enville, dans le Staffordshire d'un parent éloigné. En 1720, Henry devient comte de Stamford à la mort de son cousin germain, Thomas Grey (2e comte de Stamford). Il hérite ensuite des domaines Grey de Bradgate Park, dans le Leicestershire, unissant ainsi les deux domaines Grey. Par la suite, il choisit de vivre à Enville Hall, ce qui a provoqué la dégradation à la maison de Bradgate Park. 
À sa mort, son fils aîné, Henry Grey, lui succède comme Comte de Stamford.